# 305 mm M1939
Il 305 mm M1939 (Br-18)  (in russo: 305-мм гаубица образца 1939 года (Бр-18)) era un obice super-pesante d'assedio cecoslovacco usato dai sovietici durante la seconda guerra mondiale.

## Storia
Dopo l'occupazione della Cecoslovacchia nel marzo 1939, i tedeschi presero il controllo delle officine Škoda, che stavano sviluppando questo pezzo ed il corrispondente cannone da 210 mm. Come risultato del Patto Molotov-Ribbentrop, i tedeschi vendettero entrambi i progetti all'Unione Sovietica. Non è completamente chiaro se Škoda produsse realmente i pezzi o si limitò a consegnare i progetti. In ogni caso, furono prodotti pochissimi pezzi, tanto che non ne esiste traccia nei cataloghi tedeschi di materiale di preda bellica dopo l'Operazione Barbarossa.
Famoso è il suo impiego nell'assedio di Leningrado. Le truppe sovietiche appresero che se i pezzi sparavano una salva contemporaneamente, l'esplosione simultanea delle granate era capace di capovolgere i carri armati tedeschi in avanzata.
Il pezzo impiegava lo stesso affusto dell'obice 210 mm M1939 (Br-17), la stessa piattaforma di tiro e lo stesso meccanismo di controllo. Veniva trasportato scomposto in tre carichi.